# Титов, Владимир Андреевич
Владимир Андреевич Титов (1927—1989) — советский учёный в области физики высоких энергий, доктор технических наук, лауреат Государственной премии СССР 1970 года.
Окончил Ленинградский электротехнический институт (1950), и заочно — аспирантуру МИФИ (1963).
С 1950 года и до последних дней работал в НИИЭФА (НИИ электрофизической аппаратуры) в должностях от инженера до начальника сектора (с 1965 г.) и начальника научно-исследовательского расчётно-конструкторского отделения «Е» (НИРКО-Е).
Один из ведущих участников создания советских протонных синхротронов, ускорительно-накопительного комплекса для Института физики высоких энергий.
Лауреат Государственной премии СССР 1970 года (в составе коллектива) — за проектирование и создание инженерного комплекса Серпуховского протонного синхротрона ИФВЭ, включающего электромагниты, вакуумную систему, системы радиоэлектроники и специальные инженерные сооружения.
Умер в 1989 году от рака.
Сочинения:
- Формирование мюонных пучков высоких энергий беззазорными магнитооптическими устройствами : диссертация … доктора технических наук : 05.00.00. — Ленинград, 1976. — 144 с.